# Idionyx rhinoceroides
Idionyx rhinoceroides – gatunek ważki z rodziny Synthemistidae. Znany tylko z jednego okazu – samicy odłowionej przez Frasera w Dhoni (dystrykt Palakkad, stan Kerala, południowo-zachodnie Indie). Wymiary holotypu: długość odwłoka 32 mm, długość tylnego skrzydła 35 mm.